# Овчарово (Хасковська область)
Овча́рово (болг. Овчарово) — село в Хасковській області Болгарії. Входить до складу общини Харманли.

## Населення
За даними перепису населення 2011 року у селі проживали 163 особи.
Національний склад населення села:
| Національність   | Кількість осіб | Відсоток |
| ---------------- | -------------- | -------- |
| болгари          | 156            | 96,9%    |
| цигани           | 0              | 0%       |
| інша             | 4              | 2,5%     |
| Всього відповіли | 161            |          |

Розподіл населення за віком у 2011 році:
Динаміка населення: